# François-Jean-Baptiste de Quesnel
Pour les articles homonymes, voir Quesnel.

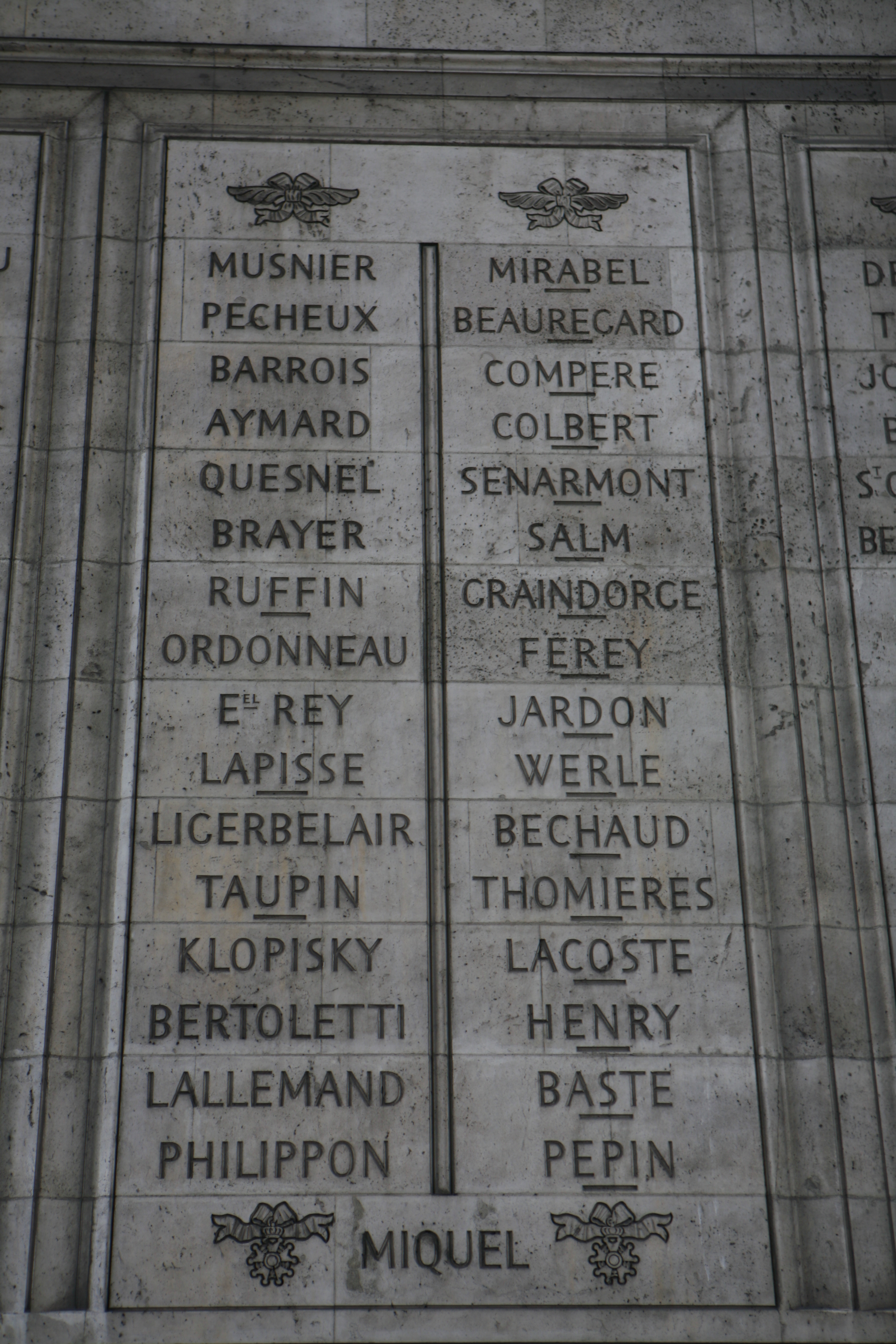
Noms gravés sous l'arc de triomphe de l'Étoile : pilier Ouest, 37e et.

François-Jean-Baptiste de Quesnel, né à Saint-Germain-en-Laye le 18 janvier 1765, mort le 8 avril 1819 à Paris, est un général français de la Révolution et de l’Empire.

## Biographie

### Carrière militaire
Il entre en service le 18 juillet 1782 au 25e régiment d'infanterie. Caporal le 18 septembre 1783, sergent le 10 octobre 1784, fourrier le 7 juillet 1786, sergent-major le 12 septembre 1789, sous-lieutenant le 15 septembre 1791, lieutenant et capitaine de grenadiers les 19 avril et 1er mai 1792, adjudant-général chef de bataillon le 15 mai 1793, adjudant-général chef de brigade le 30 septembre 1793, et général de brigade le 6 nivôse an II (26 décembre 1793), il fait les campagnes de 1792 à l'an III aux armées du Nord et des Pyrénées-Orientales.
Lors de la suppression de cette dernière armée, Quesnel passe à l'armée des côtes de l'Océan, et le général en chef le place dans l'arrondissement de la Manche.
Le 18 fructidor an VI (4 septembre 1798), le commissaire du Directoire près l'administration centrale de ce département l'ayant dénoncé pour ses liaisons avec des personnes dont les sentiments antirépublicains étaient connus, le ministre de la guerre demande des renseignements aux représentants du peuple composant la députation de ce département ; tous s'accordent à justifier que cet officier général a rendu les plus grands services dans la poursuite des Chouans et la pacification de la Vendée ; mais quelques-uns déclarent que son mariage avec une ci-devant noble lui ayant donné l'occasion de fréquenter des sociétés qui n'ont pas la confiance des patriotes, il a attiré sur lui le soupçon de n'être pas républicain et de favoriser les partisans du système qui existait avant le 18 fructidor. Ils témoignent même le désir de le voir conserver en activité et, pour son intérêt personnel ainsi que pour la tranquillité du département, ils demandent son changement. 
Le général Lemoine, de son côté, écrit en faveur du général Quesnel ; il certifie qu'il a toujours vu servir cet officier avec honneur et distinction à l'armée des Pyrénées orientales et à celle des côtes de l'Océan où, par son énergie et son patriotisme, il est parvenu à pacifier l'arrondissement de la Manche qui lui était confié. Le général Charles Pierre François Augereau écrit également au Directoire pour lui demander la conservation du général Quesnel.
Le Directoire, d'après tous ces renseignements qui lui parurent satisfaisants, décide que le général Quesnel serait employé dans une autre division, et le ministre de la Guerre lui donne en conséquence, l'ordre de passer dans la 13e division militaire.

### Guerres napoléoniennes
Quesnel fait les guerres d'Italie jusqu'à l'an VIII. Il est blessé d'un coup de biscaïen qui lui fracture l'avant-bras gauche à la Bataille de Bassignana le 12 mai 1799. Il ne croit pas devoir quitter l'armée à cette époque, mais les douleurs qu'il éprouve le forcent à demander un congé de convalescence, que le Directoire lui accorde le 15 frimaire de l'année suivante (6 décembre 1799). Mis en traitement de réforme le 23 floréal an VII (12 mai 1799), il reprend de l'activité à l'armée d'Italie le 17 pluviôse an VIII (6 février 1800). Employé dans la République cisalpine le 12 prairial an IX (1er juin 1801), et en prairial an XI (mai 1803), près le corps de troupes à Faënza, Quesnel passe ensuite à l'armée de Naples.
Nommé chevalier de la Légion d'honneur le 19 frimaire an XII (11 décembre 1803), commandeur de l'Ordre le 25 prairial (14 juin 1804), et général de division le 12 pluviôse an XIII (1er février 1805), il va prendre un commandement à l'armée du Nord le 2 frimaire an XIV (23 novembre 1805). Disponible à la suppression de cette armée le 1er février 1806, il commande la 9e division militaire le 7 juin suivant. Il passe à l'armée de Portugal vers la fin de 1807, s'y distingue, et est nommé gouverneur d'Oporto et de la province d'Entre Douro e Minho, avec le commandement de toutes les troupes espagnoles qui s'y trouvent.
Fait prisonnier de guerre par les Anglais en 1808, et transféré à la Corogne, Quesnel se voit délivré par les Français qui s'emparent de cette ville le 16 janvier 1809. Ayant reçu l'ordre le 11 juillet de se rendre au quartier général, il part pour Nimègue, et prend le 7 février 1810, le commandement des brigades de cavalerie légère. Le 3 mai suivant, il commande la 11e division militaire. Il reçoit le titre de baron de l'Empire le 16 décembre 1810.
Employé à l'armée de Catalogne, division de Puycerda le 13 février 1811, il marche avec ses troupes le 3 mai, pour investir le fort de Figuières dont les miquelets se sont emparés. Le général Quesnel se fait remarquer dans les divers combats qui se livrent en avant de ce fort contre le général espagnol Campo-Verde. Le 27 mai 1813, employé au corps d'observation de l'Adige, il enlève avec sa division le 6 septembre le château de Feistritz (en), où l'ennemi, qui s'est retranché, perd 500 hommes tués ou blessés et autant de prisonniers. Le 15 novembre suivant, il se distingue de nouveau et contribue puissamment à la déroute des Autrichiens à Caldiero.
Quesnel revient à l'armée d'Italie, et assiste à la bataille du Mincio le 8 février 1814 ; cette journée fait le plus grand honneur aux talents et à l'intrépidité de ce général et lui mérite les éloges du vice-roi.
À la rentrée des Bourbons, Louis XVIII le crée chevalier de Saint-Louis et grand officier de la Légion d'honneur. Le 4 septembre 1815, cet officier général obtient sa retraite.

### Mort mystérieuse

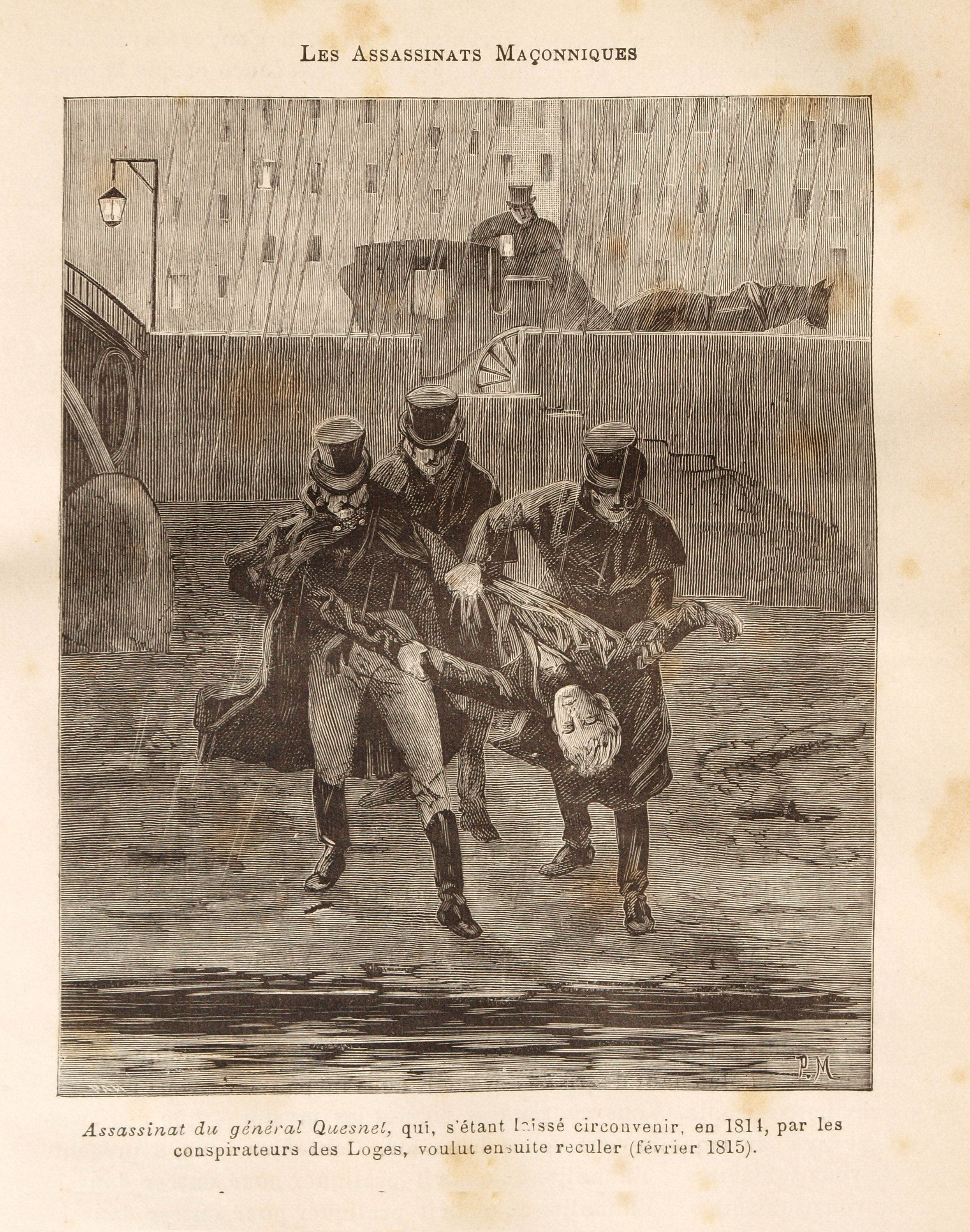
La mort mystérieuse du Général Quesnel, dessin du XIXe siècle de Pierre Méjanel

Voici ce qu'on lit dans la Biographie Boisjolin sur la mort mystérieuse du général Quesnel :
« En avril 1819, il disparut tout à coup, et son corps fut retrouvé dans la Seine. On ne peut attribuer cet événement au suicide ; le général Quesnel, officier plein d'honneur et jouissant de l'estime de l'armée, n'avait aucun motif pour se donner la mort, et rien n'annonçait en lui, le matin de ce jour, ce funeste projet. On assura que, passant fort tard sur le pont des Arts, à Paris, il avait été saisi et jeté dans la rivière par des personnes qui, lui ayant fait des confidences relative à la politique, en craignaient la révélation. Ce qu'il y a de certain, c'est qu'on trouva sur lui sa montre, son épingle et les bijoux qu'il portait habituellement. »
Son nom est inscrit sur l'arc de triomphe de l'Étoile, côté Nord.
Son décès est également raconté dans le roman d’Alexandre Dumas,  Le Comte de Monte Cristo qui indique qu’il aurait été éliminé par les bonapartistes pour ne pas risquer que l’information du retour de l’empereur alors à Sainte Hélène soit révélée. Néanmoins les dates de la mort et de cet événement historique ne concordent pas.

## Armoiries
| Figure | Blasonnement |
|        | Armes du baron François Jean Baptiste Quesnel du Torpt et de l'Empire Coupé : au I, parti d'or à douze billettes de gueules, ordonnées 3, 4, 3, 2 et du quartier des barons militaires de l'Empire ; au II, d'azur à trois tours d'argent ordonnées 2 et 1. |